# Ajuntament del Prat de Llobregat
La Casa del Comú, o l'edifici de l'Ajuntament del Prat de Llobregat, és una obra historicista del 1905 inclosa en l'Inventari del Patrimoni Arquitectònic de Catalunya.

## Descripció
L'edifici està estructurat en tres cossos de simetria perfecta. El cos central en la part del primer pis és d'una alçada netament superior, coronat per unes agulles ornamentals neogòtiques per a ennoblir encara més el gran balcó d'honors i, al mateix temps donar solemnitat per la seva part interior, al sostre del Ple. Les finestres, als cossos laterals, són rectangulars, una mica més grans a la planta baixa. La façana lateral del carrer Major està restaurada, any 1931, i té únicament un grup de tres finestres rectangulars que il·luminen l'escala d'honor. Totes elles estan guarnides amb una senzilla sanefa de pedra artificial d'intenció neogoticitzant. Cal remarcar els vidres plomats del balcó i el cos dret de l'edifici, datat els anys 1928 i 1931.

## Història
L'edifici va ser construït en substitució de l'antic i en el mateix emplaçament. L'acord es va prendre en la sessió del 14 d'agost de 1904. El projecte està signat per l'arquitecte municipal Joan Feu i Puig. El mestre d'obres va ser Albert Feu i Guilera, que després fou alcalde del municipi en diverses ocasions. Donat que els vitralls del Ple estan datats el 1928, cal suposar que aquesta devia ser la data en què es donà per finalitzada l'obra.